# Канг Кин Тек
Кин Тек Канг (кор. 강근택, 姜根鐸, 1945) — південно-корейський дипломат.

## Біографія
Народився 13 жовтня 1945 року. У 1972 закінчив Сеульський національний університет, факультет міжнародних відносин. Магістр Джорджтаунського університету (США).
З 1972 по 1974 — співробітник МЗС Південної Кореї.
З 1974 по 1976 — 3-й секретар постійного представництва при Відділеннях ООН у Женеві.
З 1976 по 1981 — 2-й секретар посольства Кореї в Кампалі (Уганда).
З 1981 по 1984 — 1-й секретар посольства Кореї у Лондоні (Велика Британія).
З 1984 по 1985 — головний радник Президента Республіки Корея Чон Ду Хвана.
З 1985 по 1988 — заступник директора Департаменту з питань національної безпеки МЗС Кореї.
З 1988 по 1991 — головний радник Президента Кореї Ро Де У.
З 1991 по 1996 — Надзвичайний і Повноважний Посол Республіки Корея у Суві (Фіджі).
З 1996 по 1997 — спеціальний радник мера Пусана з питань міжнародних відносин.
З 1997 по 1998 — заступник директора Департаменту з питань політичного планування МЗС Південної Кореї.
З 1998 по 2000 — Надзвичайний і Повноважний Посол Республіки Корея у Києві (Україна).